# Padmanabh
Der Padmanabh (alternativer Name: Terong Tower) ist ein Berg im östlichen Teil des Karakorums im indischen Unionsterritorium Ladakh.
Der Padmanabh besitzt eine Höhe von 7030 m. Er befindet sich im nordwestlichen Teil des Rimo Muztagh. Der Teram-Shehr-Gletscher strömt an seiner Ostflanke nach Norden, während sich der Siachengletscher westlich des Berges nach Südosten bewegt. Wegen des Siachen-Konflikts und seiner Lage in einem umstrittenen Gebiet ist der Padmanabh für Bergsteiger schwer zugänglich. Der Berg wurde am 25. Juni 2002 von den beiden Japanern Hiroshi Sakai und Yasushi Tanahashi, die Teilnehmer einer indisch-japanischen Expedition waren, über den Südgrat erstbestiegen.